# Паланка (Дрокійський район)
Паланка (рум. Palanca) — село у Дрокійському районі Молдови. Адміністративний центр однойменної комуни, до складу якої також входять села Голошніца-Ноуе та Шалвірій-Ной.

## Населення
За даними перепису населення 2004 року у селі проживали 328 осіб.
Національний склад населення села:
| Національність       | Кількість осіб | Відсоток |
| -------------------- | -------------- | -------- |
| молдавани            | 322            | 98,2%    |
| українці             | 4              | 1,2%     |
| росіяни              | 1              | 0,3%     |
| інша / без відповіді | 1              | 0,3%     |
| Всього               | 328            | 100%     |